# بق كرته (مقاطعة فارياب)
بق كرته (بالفارسية: بق کرته) هي قرية تقع في البلدة المركزية في إيران. يقدر عدد سكانها بـ 100 نسمة بحسب إحصاء 2016.